# Saraca asoca
Saraca asoca är en ärtväxtart som först beskrevs av William Roxburgh, och fick sitt nu gällande namn av Carl Ludwig von Willdenow. Saraca asoca ingår i släktet Saraca och familjen ärtväxter. IUCN kategoriserar arten globalt som sårbar. Inga underarter finns listade i Catalogue of Life.

## Bildgalleri

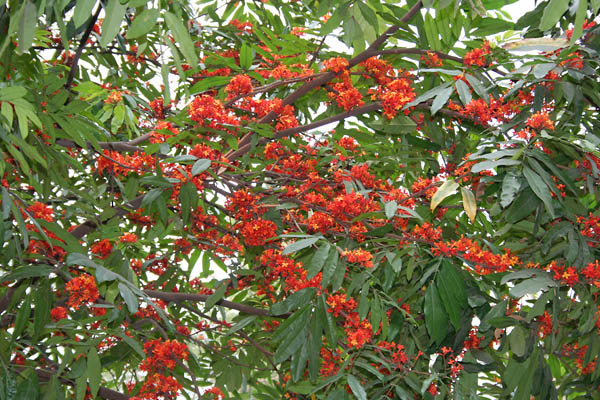
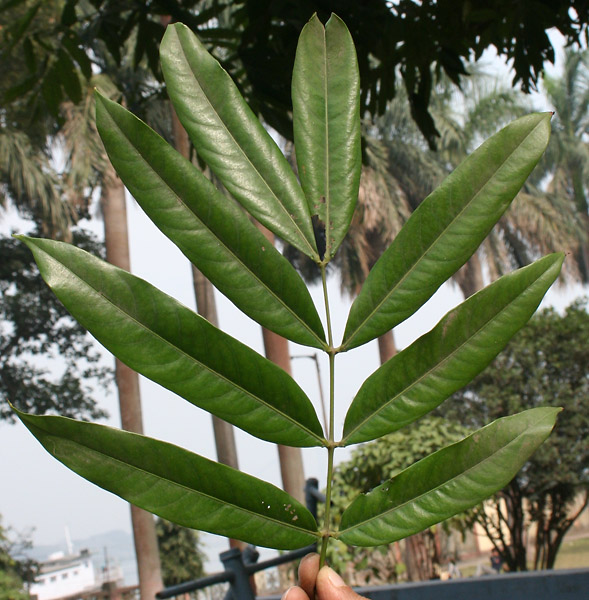
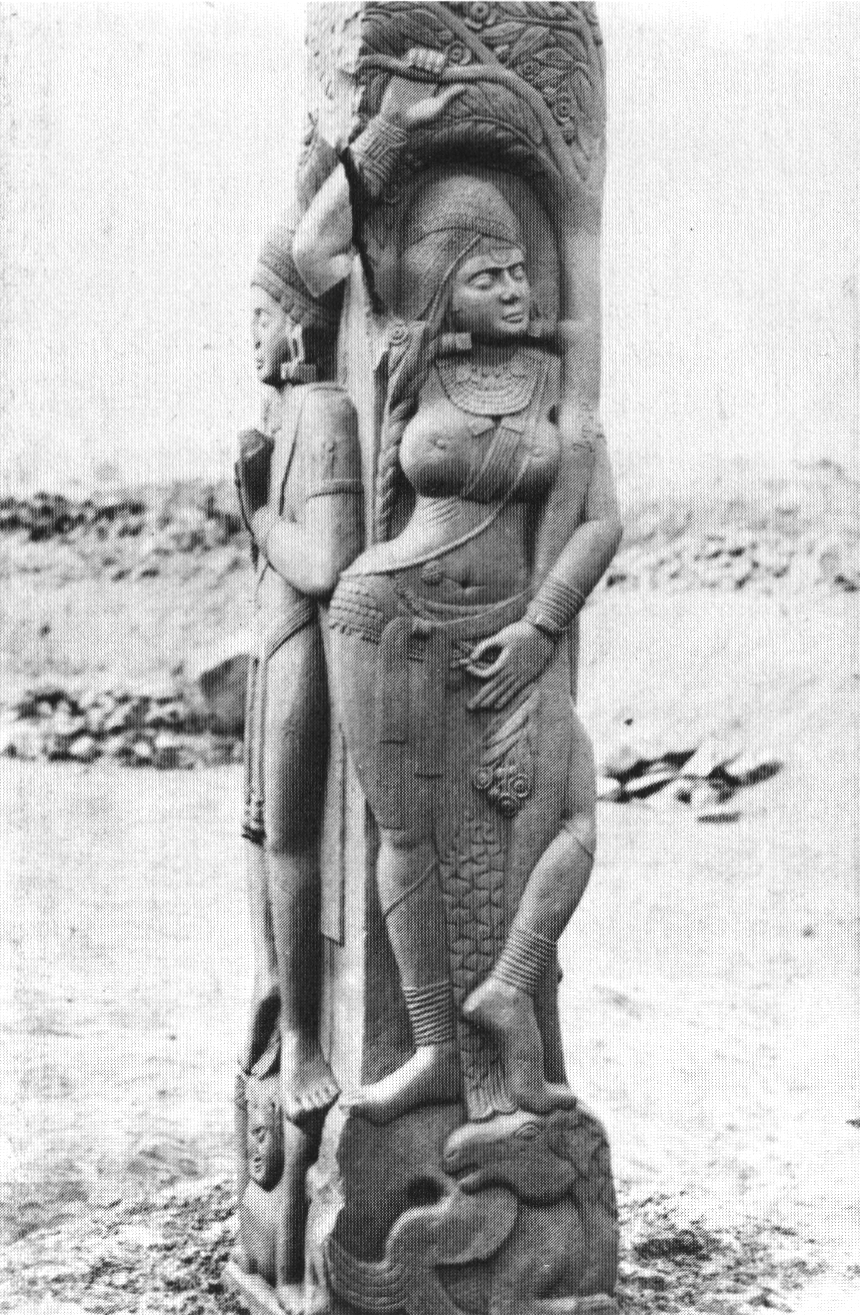
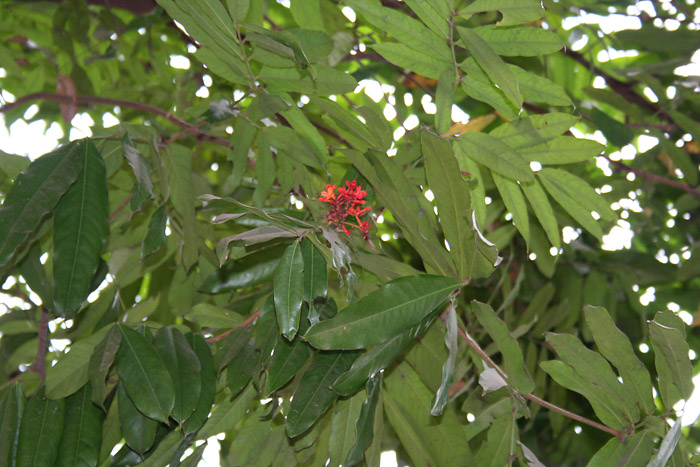
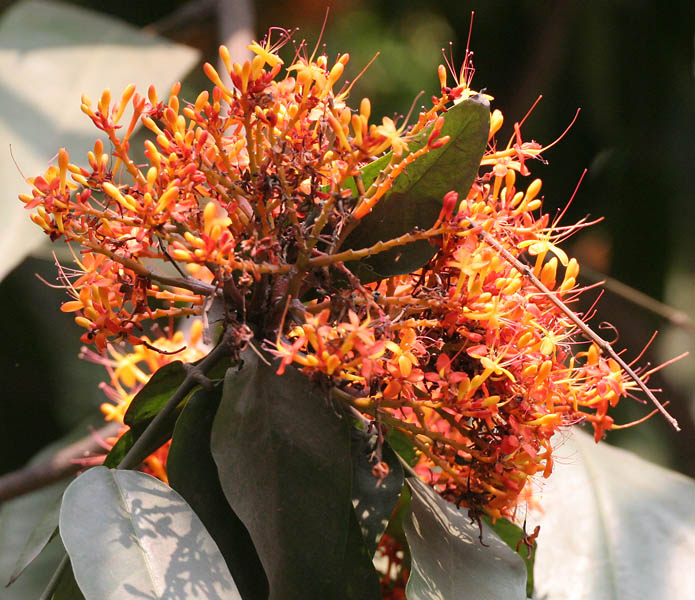
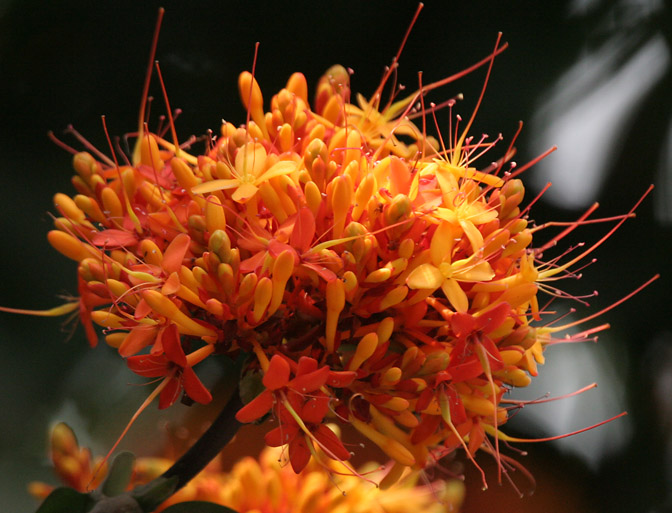